# Saint-Sébastien-sur-Loire
Saint-Sébastien-sur-Loire là một xã thuộc tỉnh Loire-Atlantique, trong vùng Pays de la Loire ở phía tây nước Pháp. Xã này nằm ở khu vực có độ cao từ 2-33 mét trên mực nước biển. Theo điều tra dân số năm 1999 của INSEE, xã có dân số 25.223 người.

## Liêt kết ngoàis
- Official website Lưu trữ ngày 3 tháng 3 năm 2016 tại Wayback Machine (tiếng Pháp)